# S/y Ballada
Ballada  PZ - 533 – polski jacht, zbudowany w 1974 dla Jacht Klubu AZS Wrocław, który do 1994 r. był jego armatorem.
Pomysł budowy został wypromowany przez komitet budowy jachtu pełnomorskiego pod kierownictwem Mariana Hołowni z JK AZS Wrocław w 1970 r. Po długich dyskusjach, jako miejsce budowy wybrano Morską Stocznię Jachtową im. Leonida Teligi.
Dzięki hojności wrocławskich uczelni, władz miasta, PZŻ i Zarządu Głównego JK AZS zakończono budowę jachtu. ostał zwodowany w 1974 r. W wyniku ogólnowrocławskiego plebiscytu otrzymał nazwę "Ballada".
Ballada była jednomasztową wersją jachtu Polonez i podobnie jak on miała kadłub typu Arcturus II.
W 1994 roku Ballada została sprzedana biznesmenowi jak i żeglarzowi z zamiłowania Wolfgangowi Bauerowi.
Jest on nadal właścicielem jachtu. Jacht od paru lat stoi w porcie na Majorce.

## Rejsy
Oprócz licznych rejsów szkoleniowo-stażowych jacht odbywał również rejsy dalekomorskie.
1974 – Dziewiczy rejs do Warnemünde i Wismar (16.09 – 04.10.1974) – dowodzi: kpt. Rainer Pietrasik, załoga: Andrzej Dżugaj, Lucjan Pawlak-Tomasz Tołłoczko, Emilia Szczerbata,Danuta Kasztelanic, Janusz Grynkiewicz, Andrzej Kolarz,Marek Gruszczyński;
1975 – Rejs do Danii i Szwecji (01.09 – 15.09.1975) – dowodzi: kpt Rainer Pietrasik, załoga: Jacek Maciejowski, Tomasz Ciastoń, Bogusław Cwalina, Lucjan Pawlak, Joanna Pietrasik, Zbigniew Olinkiewicz, Marek Gruszczyński, Elżbieta Gajderowicz, Janusz Sroka;
1976 – Rejs do Szkocji (Edynburg) – dowodzi: kpt. Wacław Petryński, załoga: Jerzy Ferens, Emilia Szczerbata, Andrzej Huzar, Jan Benko, Ryszard Byrczek, Bogumił Skut, Kazimierz Kliment, Henryk Juszkiewicz;
1977 – Rejs do Francji (Concarneau) – dowodzi: kpt Janusz Mariański, załoga: Marcin Michalak, Henryk Płoszański, Jerzy Ferenc, Jerzy Kwiatkowski, Zbigniew Bogenryter, Stanisław Okulowski, Maciej Spasowski;
1978 – Rejs do Finlandii (Turku) – dowodzi: kpt. Jan Mejer, załoga: Zygmunt Szreter, Henryk Juszkiewicz, Henryk Idczak, Zbigniew Bialik, Ryszard Broniewicz, Mirosław Bukała, Jerzy Darski, Jan Jędrys;
1979 – Pierwszy rejs transatlantycki do Ameryki Północnej (USA) Rejs Ballady wyróżniony nagrodą "Głosu Wybrzeża"  Rejs Roku 1979
1. etap: Szczecin – Nowy Jork – dowodzi: kpt. Janusz Mariański (Nagroda wrocławskiego Bractwa Szyprów Rejs Roku 1979), załoga: Rainer Pietrasik, Marcin Michalak, Henryk Płoszański, Ewa Mróz, Jan Dziedzicki, Jerzy Kwiatkowski;
2. etap: Nowy Jork – Świnoujście – dowodzi: kpt. Wacław Petryński, załoga: Kazimierz Stańkowski, kol. Kmieć, kol. Gajowczyk, Sławomira Petryńska, Mariusz Schmidt, Remigiusz Trzaska;
1980 – Rejs wokół Islandii z przekroczeniem koła podbiegunowego:  – dowódca: kpt. Jan Mejer, załoga: Zbigniew Olinkiewicz, Ludwik Tichy, Jerzy Sierzputowski, Andrzej Bulsiewicz, Jan Magott, Tadeusz Zygmunt, Jarosław Garstka. Trasa rejsu: Świnoujście – Kanał Kiloński – Helgoland – Lerwick (Szetlandy) – Akureyri (Islandia) – Reykjavik (Islandia) – Heimaey (Archipelag Vestmannaeyar) – Thorshavn (Wyspy Owcze) – Pentland Firth – Wick (Szkocja) – Świnoujście.
1981 – Rejs do Holandii (Amsterdamu) – dowodzi: kpt Karmena Stańkowska, załoga: Remigiusz Trzaska, Kazimierz Stańkowski, Ewa Skałecka, Mariusz Szmidt, Zbigniew Bogenryter, Brygida Groehich. Rejs został nagrodzony: Nagrodą wrocławskiego Bractwa Szyprów jako rejs Roku 1980.
1983 - Rejs do Szkocji (Szczecin - Granton / Edinburg - Świnoujście) 07.06.1983 - 06.07.1983 - dowodzi: kpt. Jan Mejer, załoga: II Oficer - Alexander A. Georgiev, Jan Magott, ..... .
1983 – Rejs do Irlandii, przecięcie Kanału Kaledońskiego – dowodzi: kpt. Krzysztof Starczyk, załoga: Piotr Kanafa, Kazimierz Stróżyk, Ryszard Drozdowski, Tomasz Tołłoczko, Michał Sawzdargo; Nagroda wrocławskiego Bractwa Szyprów Rejs Roku 1983
1984 – Drugi rejs transatlantycki do Ameryki Północnej
1. etap: Świnoujście – Kingston (Kanada) – dowodzi: kpt. Andrzej Rościszewski, załoga: Stanisław Okulowski, Andrzej Renek, Sławomir Tryc, Agnieszka Kuźniar, kol. Beata ;
2. etap: Kingston (Kanada) – Cherbourg (Francja) – dowodzi: kpt. Krzysztof Starczyk, Piotr Kanafa, Grażyna Panek, Piotr Graczyk, Grażyna Mikołajczyk;
3. etap: Cherbourg (Francja) – Szczecin 16.9.1984 - 07.10.1984 – dowodzi: kpt Sławomir Biłozor, załoga: I Oficer - Lech Koronkiewicz, II Oficer - Ewa Mróz, III Oficer - Alexander A. Georgiev, IV Oficer - Piotr Kuźniar,  Ewa Skut, Andrzej Czerniachowicz, Lucyna Macalik, Danuta Michałkiewicz;
1987 – Rejs do Finlandii (Zatoka Botnicka, Kemi) – dowodiz: kpt. Ludwik Tichy, załoga: Piotr Kuzniar, Agnieszka Kuzniar-Malik, Janusz Grynkiewicz, Dariusz Kwak, Tomek Solowij, Krzysiu Reich, Jacek Huebner
1989 – Udział w Cutty Sark (Hamburg -Świnoujście 15.07.1989 – 13.08.1989) – dowodzi: kpt Jerzy Sydow, załoga: Paweł Maniewski, Ewa Skut, Jerzy Kosz, Brygida Groehich;
1990 – Rejs do Tallinna – dowodzi: kpt. Przemysław Siwiec, załoga: Gabriela Żelazna, Robert Chorążewski, Jarosław Garcarz, Bogumiła Ryżkin, Krzysztof Witek, Andrzej Zybura, Tomasz Gralak, Piotr Wolański;
1991 – Udział w Operacji Baltic Traditional. Kapitan – Paweł Maniewski, I Oficer – Gabriela Żelazna, II Oficer – Andrzej Kucharski, III Oficer – Andrzej Zybura
1992 – Udział w Cutty Sark (Świnoujście – Tallinn – Gdynia) – dowodzi: kpt. Przemysław Siwiec, załoga: Robert Chorążewski, Aleksandra Waleczek, Konrad Żechałko, Błażej Radomski, Krzysztof Dudziak, Tomasz Wilczura.